# Młyn w Bolkowie
Młyn w Bolkowie – trzypiętrowy budynek mieszczący się w Bolkowie przy ulicy Młynarskiej nad Nysą Szaloną. Obecnie jest zrujnowany i należy do prywatnego właściciela. W XVIII w. zwany był Wielkim Młynem, wcześniej znajdował się w dobrach zamkowych. Po prywatyzacji nazwę zmieniono na Miejski Młyn.
W połowie XIX w. młynarz Hoffmann kupił młyn, następnie odsprzedał go Wilhelmowi Fleißigowi, który odbudował go od nowa i zainstalował jako dodatkowe źródło napędu maszynę parową. Następne znaczne modyfikację wprowadził jego syn Juliusz Fleißig. 4 listopada 1893 r. doszło do pożaru młyna i stojącego obok silosu, po kilku tygodniach pożar został ugaszony, a młyn po raz kolejny odbudowano. Wtedy zrezygnowano z napędu wodnego, a w młynie powstała także piekarnia.
W 1916 r. zakład został przejęty przez Kamiennogórski Zakład Młynarski (Spółka Akcyjna w Bolkowie), został wtedy zmodernizowany i w pełni zautomatyzowany. W latach 20. XX w. wymieniono maszyny i przebudowano budynek. 1 grudnia 1925 r. młyn znowu funkcjonuje i trwa to aż do końca II wojny światowej. Od 1945 r. produkcję ponownie uruchomiono. W latach 1958–1959 zakład zmodernizowano, od tego czasu napędzany był włącznie silnikiem elektrycznym. W 1980 wydajność wynosiła 50 ton zboża na dobę. W 1984 r. w młynie zostaje zmodernizowany park maszynowy. Maksymalna przepustowość po remoncie wyniosła 60 ton zboża na dobę. Młyn działał jeszcze przez okres PRL, a potem doszło do jego bankructwa.

## Młyński Most
Znajdujący się obok młyna most na Nysie Szalonej jest jednym z bardziej znanych w mieście. Pierwotnie został wzniesiony w 1568 r.